# Mateja Kežman
Mateja Kežman (srbskou cyrilicí Матеја Кежман; * 12. dubna 1979, Bělehrad, Jugoslávie) je bývalý jugoslávský resp. srbský fotbalový útočník. V roce 2003 získal ocenění fotbalista roku v Nizozemsku.

## Klubová kariéra
Kežman byl fotbalovým světoběžníkem, doma hrál za kluby FK Zemun, FK Radnički, Pirot FK Smederevo, FK Loznica, FK Partizan, v zahraničí pak za nizozemský PSV Eindhoven, anglickou Chelsea FC, španělské Atlético Madrid, turecký Fenerbahçe SK, francouzský Paris Saint-Germain FC, ruský Zenit Petrohrad, hongkongský South China AA a běloruský FK BATE. Celkem tak hrál v 9 zemích, přičemž v pěti získal ligový titul.
Třikrát se stal v dresu PSV Eindhoven nejlepším střelcem Eredivisie. Bylo to v sezónách 2000/01 (24 gólů), 2002/03 (35 gólů) a 2003/04 (31 gólů). Když obhájil v Eredivisie střeleckou korunu, byl už pro PSV neudržitelný, získala jej anglická Chelsea.

## Reprezentační kariéra
Kežman reprezentoval jak Jugoslávii, tak pozdější Srbsko a Černou Horu. Celkem nastřílel v 50 reprezentačních startech 18 gólů.
Účast Mateji Kežmana na vrcholových turnajích:
- Mistrovství Evropy 2000 v Nizozemsku a Belgii (vyřazení Jugoslávie ve čtvrtfinále po prohře 1:6 s Nizozemskem)
- Mistrovství světa 2006 v Německu (tým Srbska a Černé Hory obsadil poslední místo v základní skupině C)[8]

Reprezentační zápasy Mateji Kežmana
| Reprezentace        | Rok    | Zápasy | Góly |
| ------------------- | ------ | ------ | ---- |
| Jugoslávie          | 2000   | 8      | 3    |
| Jugoslávie          | 2001   | 9      | 5    |
| Jugoslávie          | 2002   | 10     | 3    |
| Srbsko a Černá Hora | 2003   | 4      | 0    |
| Srbsko a Černá Hora | 2004   | 5      | 1    |
| Srbsko a Černá Hora | 2005   | 10     | 5    |
| Srbsko a Černá Hora | 2006   | 4      | 1    |
| Celkem              | Celkem | 50     | 18   |